# Shannon MacMillan
Shannon Ann MacMillan (Syosset, 7 ottobre 1974) è un'ex calciatrice statunitense, di ruolo centrocampista o attaccante.
Durante la sua carriera calcistica, ha giocato 176 incontri con la maglia della Nazionale statunitense, andando a segno in 60 occasioni. Ha vinto l'Olimpiade di Atlanta 1996, firmando tre gol nella competizione di cui uno proprio nella finale vinta 2-1 contro la Cina, e i Mondiali in casa nel 1999, durante i quali segna una rete e gioca anche la finale, vinta nuovamente sulla Cina, questa volta ai rigori. Partecipa anche alle Olimpiadi del 2000 (perse in finale contro la Norvegia) e ai Mondiali del 2003 negli Stati Uniti, dove la Nazionale ottiene la medaglia di bronzo vincendo la finale per il terzo posto ai danni del Canada.
MacMillan ha vinto anche diversi premi anche a livello individuale, tra cui l'Hermann Trophy come migliore calciatrice del circuito collegiale statunitense e venendo eletta nel 2002 come giocatrice statunitense dell'anno. Nel 2007 è inclusa nell'Oregon Sports Hall of Fame.

## Palmarès

### Nazionale
- Oro olimpico: 1

Atlanta 1996
- Campionato mondiale femminile di calcio: 1

USA 1999

### Individuale
- Hermann Trophy: 1

1995
- U.S. Soccer Athlete of the Year: 1

2002